# 小行星2966
小行星2966（2966 Korsunia）是一颗围绕太阳公转的小行星。1977年3月13日，尼古拉·切爾尼赫在克里米亚发现了此天体。
該小行星以烏克蘭的城市科爾孫-舍甫琴柯夫斯基命名。
这颗小行星的绝对星等为196.98431等。